# Colaspis planicostata
Colaspis planicostata är en skalbaggsart som beskrevs av Blake 1974. Colaspis planicostata ingår i släktet Colaspis och familjen bladbaggar. Inga underarter finns listade i Catalogue of Life.